# Mendelssohn-Quartett (Leipzig)
Das Mendelssohn-Quartett ist ein Streichquartettensemble aus Leipzig, das 1995 als UROS-Quartett gegründet wurde.

## Geschichte und Besetzung
Die Quartettgründung erfolgte im Zuge eines Aufbaustudiengangs an der Leipziger Hochschule für Musik, den es im Jahr 2000 abschloss. Die Mitglieder studierten bei Dietmar Hallmann.
Anlässlich eines Mendelssohn-Gedenkkonzerts im November 1997 benannte sich das Quartett zu Ehren des Komponisten um. Seitdem trat das Mendelssohn-Quartett u. a. im Gewandhaus zu Leipzig, in Potsdam, Höxter, Nossen, Heilbronn und in Staßfurt auf.
Die aktuelle Besetzung besteht aus:
- Larissa Petersen, Viola
- Gunnar Harms, Violine
- Sebastian Ude, Violine
- Susanne Raßbach, Violoncello

Das Leipziger Mendelssohn-Quartett wurde mit dem ersten Preis im Kammermusikwettbewerb der Leipziger Musikhochschule ausgezeichnet. Beim Wettbewerb der deutschen Hochschulen in Würzburg erreichte das Quartett das Finale.

## Repertoire
Aus dem Namen leitet sich bereits der Schwerpunkt der musikalischen Arbeit ab. Neben Mendelssohn stehen aber auch andere klassische und romantische Komponisten in ihrem Interesse, wie etwa Robert Schumann und Johannes Brahms. Eine Auswahl des Repertoires:
- Felix Mendelssohn Bartholdy (1809–1847):
  - Streichquartett D-Dur op. 44,1
  - Streichquartett e-Moll op. 44,2
  - Streichquartett Es-Dur op. 44,3
  - Streichquartett f-Moll op. 80
  - Streichquartett E-Dur op. 81,1
  - Streichquartett a-Moll op. 81,2
  - Streichquartett e-Moll op. 81,3
- Robert Schumann (1810–1856):
  - Streichquartett F-Dur op. 41,2